# Saint-Remy-le-Petit
 Saint-Remy-le-Petit  là một xã ở tỉnh Ardennes, thuộc vùng Grand Est ở phía bắc nước Pháp.